# إيمي نيفري (تفني)
إيمي نيفري هي إحدى مشيخات المملكة المغربية، تتبع جغرافيا لإقليم أزيلال وإداريًا لتفني. يقدر عدد سكانها بـ 4040 نسمة حسب الإحصاء الرسمي للسكان والسكنى لسنة 2004.